# Gausdal Landhandleri
Gausdal Landhandleri AS er norsk byggemarkedskæde med 16 butikker i Østlandet i Norge. Virksomheden er siden 1972 ejet af Torbjørn Seielstad. I 2023 omsatte de for 1,9 mia. norske kroner. Hovedkvarteret er i Lillehammer.